# Girls in the Hood
Girls in the Hood — сингл американской рэперши Megan Thee Stallion, выпущенный 26 июня 2020 года на лейблах 1501 Certified, 300 Entertainment и Warner Music. Он был написан Андре Янг, Бобби Сешнс, Эриком Райтом, Ильёй Фрейзер, Меган Пит, О’Ши Джексоном и Скоттом Сторчем.
В «Girls in the Hood» используется семпл из композиции рэпера Eazy-E, «Boyz-n-the-Hood».

## Публикация и исполнения
Песня была анонсирована 24 июня 2020 года в социальных сетях. Меган Пит объявила, что песня будет называться «Girls in the Hood» и будет выпущена 26 июня.
Megan Thee Stallion исполнила песню на BET Awards 28 июня 2020 года.

## Критика
Нью-йоркский журнал Vulture положительно отозвался о песне, сообщив: «Меган не только гордая плохая сука (очевидно), но она также вносит свой вклад в поддержку других плохих сук для распространения песни».

## Творческая группа
По данным Genius творческая группа состояла из участников:
музыканты
- Megan Thee Stallion — ведущий исполнитель, автор песни;

производство
- IllaDaProducer — музыкальный продюсер;
- Скотт Сторч — музыкальный продюсер;
- Шон Джаррет — звукоинженер;
- Джейсен Джошуа — миксинг[англ.];
- Колин Леонард — мастеринг.

## Чарты
| Чарт (2020)                               | Высшая позиция |
| ----------------------------------------- | -------------- |
| Канада (Billboard Canadian Hot 100)       | 90             |
| Германия (Deutsche Black Charts)          | 6              |
| Новая Зеландия (RMNZ)                     | 10             |
| США (Billboard Hot 100)                   | 28             |
| США (Billboard Hot R&B/Hip-Hop Songs)     | 13             |
| США Rolling Stone Top 100                 | 9              |
| США (Billboard Rhythmic)                  | 18             |
| США (Billboard Rap Airplay)               | 10             |
| США (Billboard Mainstream R&B/Hip-Hop)    | 9              |
| США (Billboard Rap Digital Song Sales)    | 4              |
| США (Billboard On-Demand Streaming Songs) | 13             |
| США (Billboard Rap Streaming Songs)       | 10             |
| США (Billboard Lyricfind US)              | 18             |
| США (Billboard Hot Rap Songs)             | 11             |

## История релиза
| Регион | Дата         | Формат                     | Лейбл                     | Прим.  |
| ------ | ------------ | -------------------------- | ------------------------- | ------ |
| Мир    | 26 июня 2020 | Цифровая загрузка стриминг | 1501 Certified 300 Warner | [ 19 ] |